# Чемпіонат світу з трекових велоперегонів 1895
Чемпіонат світу з трекових велоперегонів 1895 пройшов 17–19 серпня 1895 року в Кельні, Німеччина. Вперше на ньому почали проводи гонки окремо для аматорів та для професіоналів. Змагання проводилися лише у двох дисциплінах: спринті та гонці за лідером.

## Медалісти

### Чоловіки
Професіонали
| Дисципліна       | Золото        | Срібло               | Бронза      |
| Спринт           | Роберт Протін | Джордж Август Бенкер | Еміль Юе    |
| Гонка за лідером | Джиммі Майкл  | Анрі Лютен           | Ганс Гофман |

Аматори
| Дисципліна       | Золото       | Срібло                     | Бронза         |
| Спринт           | Яап Еден     | Крістіан Інгеманн Петерсен | Жан Шааф       |
| Гонка за лідером | Метью Кордан | Кеес Віттевен              | Вільгельм Хені |

## Загальний медальний залік
| Місце  | Країна          | Золото | Срібло | Бронза | Загалом |
| ------ | --------------- | ------ | ------ | ------ | ------- |
| 1      | Нідерланди      | 2      | 1      |        | 3       |
| 2      | Бельгія         | 1      | 1      | 1      | 3       |
| 3      | Велика Британія | 1      |        |        | 1       |
| 4      | Данія           |        | 1      |        | 1       |
| 4      | США             |        | 1      |        | 1       |
| 6      | Німеччина       |        |        | 2      | 2       |
| 7      | Норвегія        |        |        | 1      | 1       |
| Всього | Всього          | 4      | 4      | 4      | 12      |